# Olympische Sommerspiele 1968/Wasserspringen
Bei den XIX. Olympischen Sommerspielen 1968 in Mexiko-Stadt fanden vier Wettkämpfe im Wasserspringen statt, je zwei für Frauen und Männer. Austragungsort war die Schwimmhalle Alberca Olímpica Francisco Márquez.

## Bilanz

### Medaillenspiegel

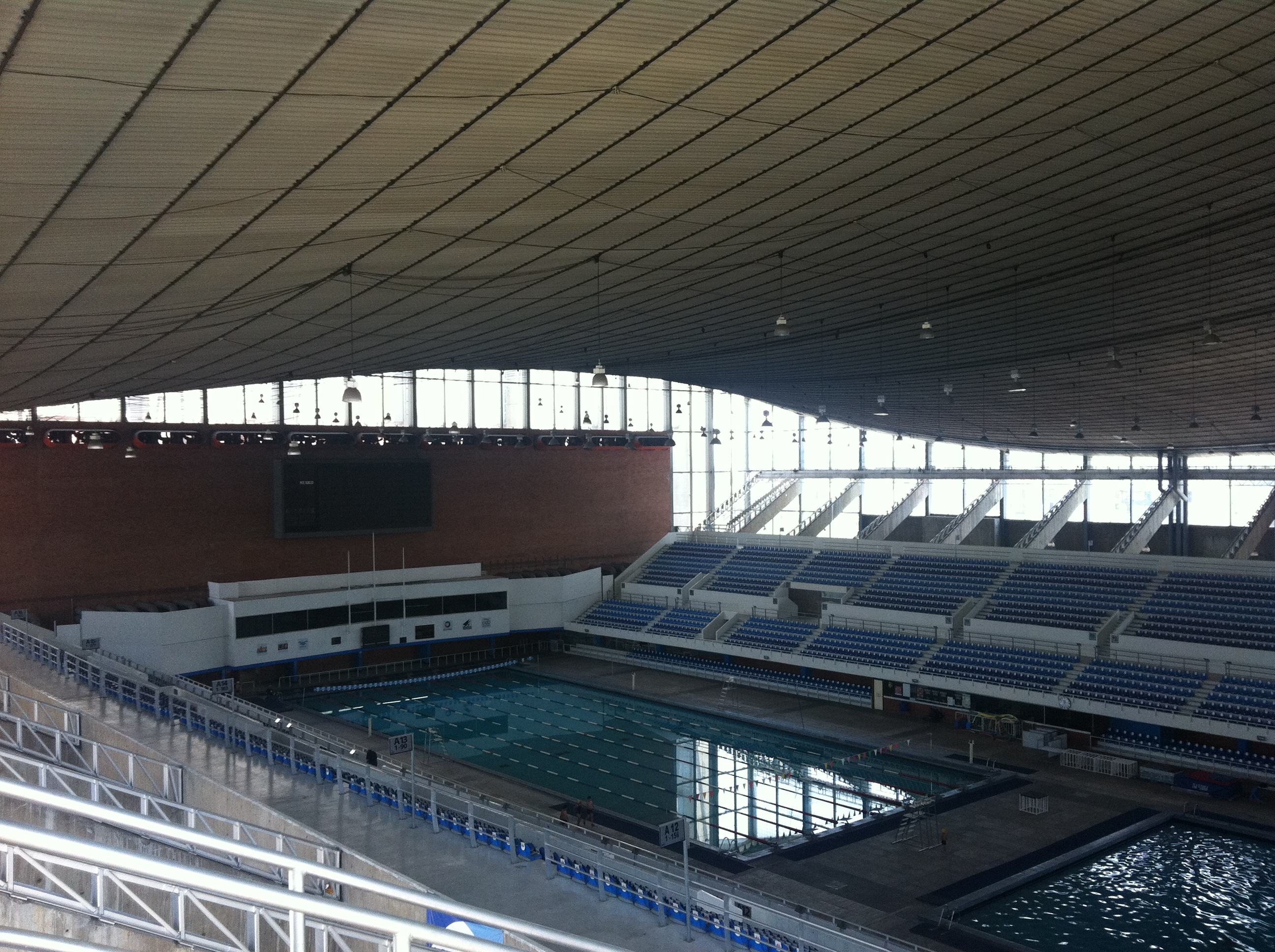
Innenansicht der Schwimmhalle

| Platz | Land               | Gold | Silber | Bronze | Gesamt |
| ----- | ------------------ | ---- | ------ | ------ | ------ |
| 1     | Vereinigte Staaten | 2    | –      | 4      | 6      |
| 2     | Italien            | 1    | 1      | –      | 2      |
| 3     | Tschechoslowakei   | 1    | –      | –      | 1      |
| 4     | Sowjetunion        | –    | 2      | –      | 2      |
| 5     | Mexiko             | –    | 1      | –      | 1      |

### Medaillengewinner
| Konkurrenz        | Gold              | Silber         | Bronze      |
| ----------------- | ----------------- | -------------- | ----------- |
| Kunstspringen 3 m | Bernard Wrightson | Klaus Dibiasi  | James Henry |
| Turmspringen 10 m | Klaus Dibiasi     | Álvaro Gaxiola | Edwin Young |

| Konkurrenz        | Gold            | Silber            | Bronze           |
| ----------------- | --------------- | ----------------- | ---------------- |
| Kunstspringen 3 m | Susan Gossick   | Tamara Pogoschewa | Keala O’Sullivan |
| Turmspringen 10 m | Milena Duchková | Natalja Lobanowa  | Ann Peterson     |

## Ergebnisse Männer

### Kunstspringen 3 m
| Platz | Land | Sportler            | Punkte |
| ----- | ---- | ------------------- | ------ |
| 1     | USA  | Bernard Wrightson   | 170,15 |
| 2     | ITA  | Klaus Dibiasi       | 159,74 |
| 3     | USA  | James Henry         | 158,09 |
| 4     | MEX  | Luis Niño de Rivera | 155,71 |
| 5     | ITA  | Franco Cagnotto     | 155,70 |
| 6     | USA  | Keith Russell       | 151,75 |
| 7     | SWE  | Tord Andersson      | 151,50 |
| 8     | AUS  | Donald Wagstaff     | 150,18 |
|       |      |                     |        |
| 10    | FRG  | Ulrich Reff         | 140,08 |
| 16    | FRG  | Norbert Huda        | 088,43 |

Datum: 19. und 20. Oktober 1968 

30 Teilnehmer aus 18 Ländern

### Turmspringen 10 m

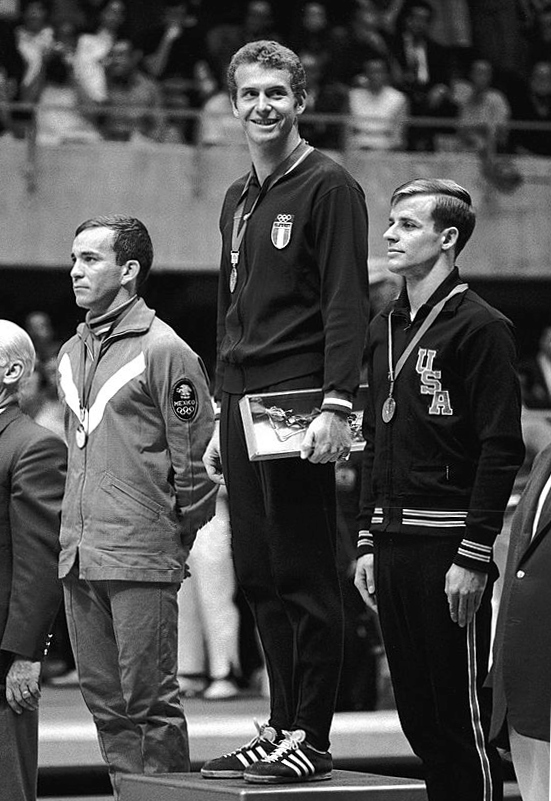
V. l.: Gaxiola, Dibiasi, Young

| Platz | Land | Sportler            | Punkte |
| ----- | ---- | ------------------- | ------ |
| 1     | ITA  | Klaus Dibiasi       | 164,18 |
| 2     | MEX  | Álvaro Gaxiola      | 154,49 |
| 3     | USA  | Edwin Young         | 153,93 |
| 4     | USA  | Keith Russell       | 152,34 |
| 5     | MEX  | José Robinson       | 143,62 |
| 6     | GDR  | Lothar Matthes      | 141,75 |
| 7     | MEX  | Luis Niño de Rivera | 141,16 |
| 8     | ITA  | Franco Cagnotto     | 138,89 |
|       |      |                     |        |
| 12    | FRG  | Bernd Wucherpfennig | 129,49 |
| 14    | FRG  | Karlheinz Schwemmer | 089,00 |
| 18    | FRG  | Klaus Konzorr       | 086,69 |
| 20    | GDR  | Rolf Sperling       | 085,51 |

Datum: 24. bis 26. Oktober 1968 

35 Teilnehmer aus 17 Ländern

## Ergebnisse Frauen

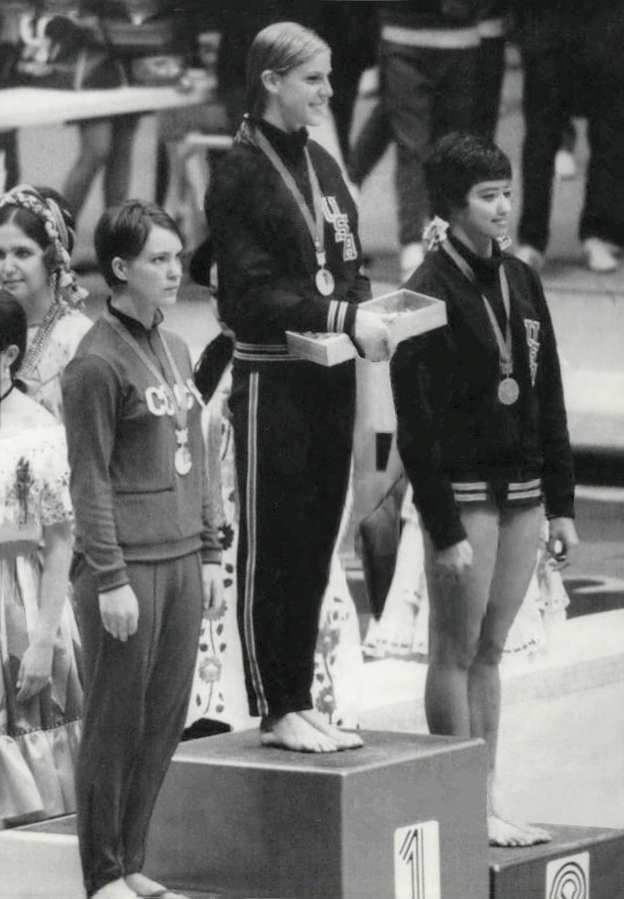
V. l.: Pogoschewa, Gossick, O’Sullivan

### Kunstspringen 3 m
| Platz | Land | Sportlerin        | Punkte |
| ----- | ---- | ----------------- | ------ |
| 1     | USA  | Susan Gossick     | 150,77 |
| 2     | URS  | Tamara Pogoschewa | 145,30 |
| 3     | USA  | Keala O’Sullivan  | 145,23 |
| 4     | USA  | Micki King        | 137,38 |
| 5     | GDR  | Ingrid Gulbin     | 135,82 |
| 6     | URS  | Wera Baklanowa    | 132,31 |
| 7     | CAN  | Beverly Boys      | 130,31 |
| 8     | URS  | Jelena Anochina   | 129,17 |
| 9     | FRG  | Angelika Hilbert  | 128,83 |
|       |      |                   |        |
| 19    | AUT  | Ingeborg Pertmayr | 079,08 |

Datum: 17. und 18. August 1968 

22 Teilnehmerinnen aus 14 Ländern

### Turmspringen 10 m
| Platz | Land | Sportlerin            | Punkte |
| ----- | ---- | --------------------- | ------ |
| 1     | TCH  | Milena Duchková       | 109,59 |
| 2     | URS  | Natalja Lobanowa      | 105,14 |
| 3     | USA  | Ann Peterson          | 101,11 |
| 4     | CAN  | Beverly Boys          | 097,97 |
| 5     | POL  | Bogusława Pietkiewicz | 095,09 |
| 6     | FRG  | Regina Krause         | 093,08 |
| 7     | JPN  | Keiko Osaki           | 093,08 |
| 8     | CAN  | Nancy Robertson       | 090,66 |
| 9     | AUT  | Ingeborg Pertmayr     | 089,43 |
|       |      |                       |        |
| 11    | FRG  | Ingeborg Busch        | 085,31 |
| 19    | GDR  | Sylvia Fiedler        | 043,35 |
| 23    | GDR  | Claudia Reiche        | 041,02 |

Datum: 22. und 23. Oktober 1968 

24 Teilnehmerinnen aus 15 Ländern